# The Deep Set
The Deep Set è il nono album in studio del gruppo The Bats, pubblicato in Nuova Zelanda nel 2011.

## Tracce
Testi e musiche di The Bats/Robert Scott.
1. Rooftops – 4:26
2. Looking For Sunshine – 2:45
3. Rock and Pillars – 4:27
4. Walking Man – 3:25
5. No Trace – 2:50
6. Diamonds – 2:53
7. Antlers – 4:16
8. Busy – 2:43
9. Steeley Gaze – 4:55
10. Durkestan – 3:07
11. Shut Your Eyes – 2:34
12. Not So Good – 2:13

## Musicisti
- Paul Kean (basso, voce)
- Malcolm Grant (batteria)
- Robert Scott (voce, chitarra, tastiere)
- Kaye Woodward (voce, chitarra)